# Péloponnèse
Pour l’article homonyme, voir Péloponnèse (périphérie).

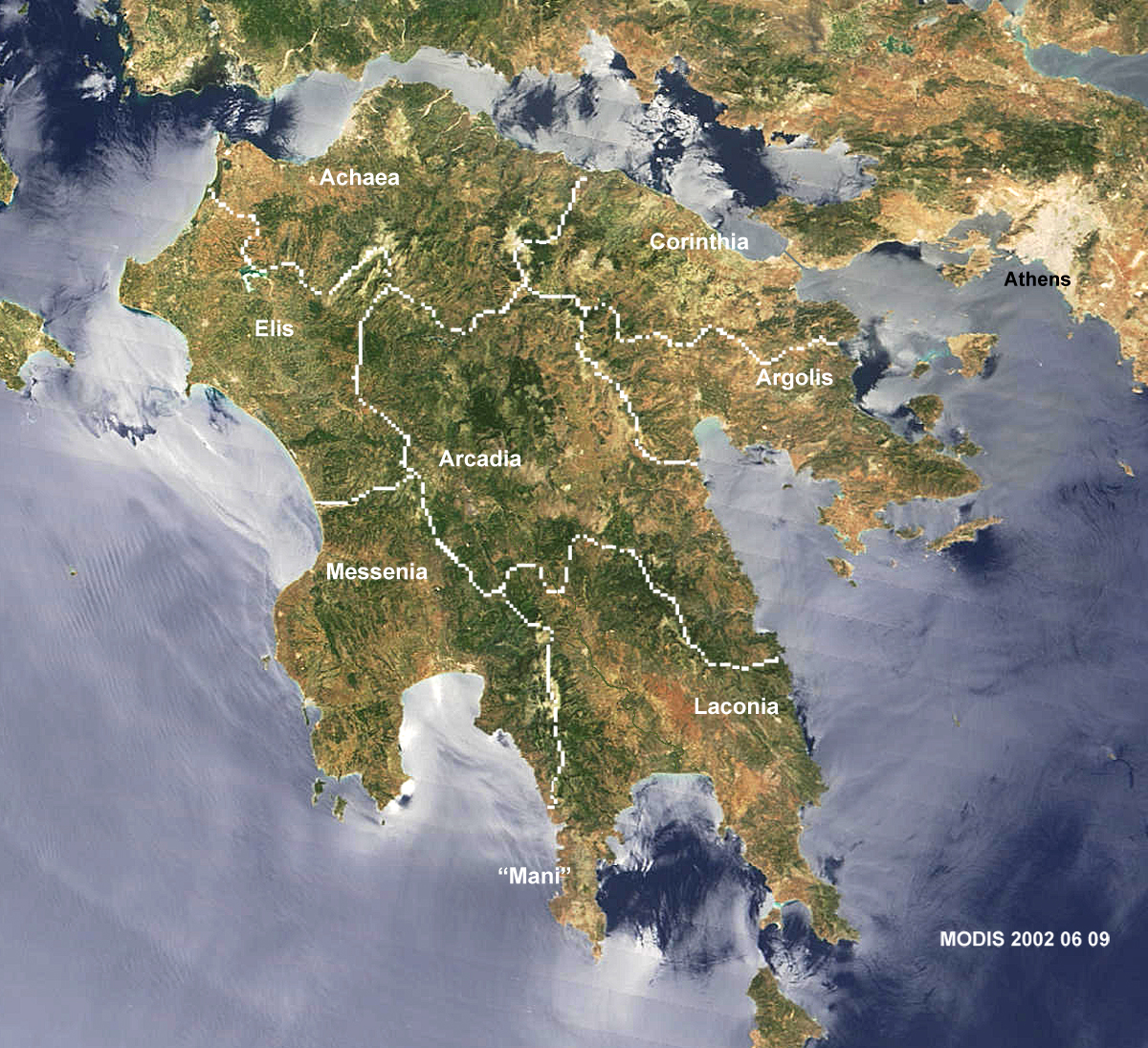
Image satellite du Péloponnèse avec le tracé des limites des sept districts régionaux (en blanc).

Le Péloponnèse (en grec ancien et moderne Πελοπόννησος / Pelopónnēsos, « l’île de Pélops »), ou la Morée (Μωρέας / Moréas ou Μωριάς / Moriás, à partir du Moyen Âge), est une péninsule grecque, qui couvre 21 379 km2 pour 1,1 million d'habitants (2011).
Elle a donné son nom à la périphérie du même nom qui en couvre une part importante, regroupant cinq des sept districts régionaux qui la divisent. Seuls deux districts régionaux (l'Achaïe et l'Élide) situés au nord-ouest de celle-ci sont rattachés à la périphérie de Grèce-Occidentale.

## Géographie
Le Péloponnèse s'étend sur 21 549 km2 et constitue la partie méridionale de la Grèce continentale, dont elle est séparée par le golfe de Corinthe au nord et le golfe Saronique au nord-est. Il n'est relié au continent que par l'isthme de Corinthe, bien que, géographiquement parlant, il soit devenu une île depuis le percement de l'isthme par le canal de Corinthe en 1893. Il est également relié au continent par le pont Rion-Antirion, achevé en 2004.
La péninsule se caractérise par un relief montagneux et des côtes très découpées. Son point culminant est le mont Taygète (2 404 m). Elle possède elle-même quatre péninsules orientées vers le sud : d'ouest en est, la Messénie, le Magne avec le cap Ténare, la péninsule d'Épidaure Limira avec le cap Malée et l'Argolide, à l'extrémité nord-est.
Le Péloponnèse est entouré par deux groupes d'îles : les îles Saroniques à l'est et les îles Ioniennes dont six principales d'entre elles sont à l'ouest ; la septième, Cythère, se trouve au sud, au large de la péninsule d'Épidaure Limira.

## Dans la mythologie
- Son premier nom était Apia, d'après le roi Apis, fils de la nymphe Télédicé et de Phoronée, considéré comme le « Premier Homme » et lui-même fils du dieu-fleuve Inachos et de l'Océanide Mélia.
- Son nom devint ensuite « Péloponnèse » (de Pelopónnēsos, « l’île de Pélops »), ce dernier étant l'échanson de Poséidon, roi de Lydie et fils de la nymphe Dioné et de Tantale, le premier fils de Zeus et de sa demi-sœur Ploutô, la seconde fille de l'Océanide Æthra et du Titan Atlas. Émigrant en Apia, Pélops en devint roi, et le peuple renomma son royaume d'après son nom.

## Histoire

### Préhistoire et Protohistoire

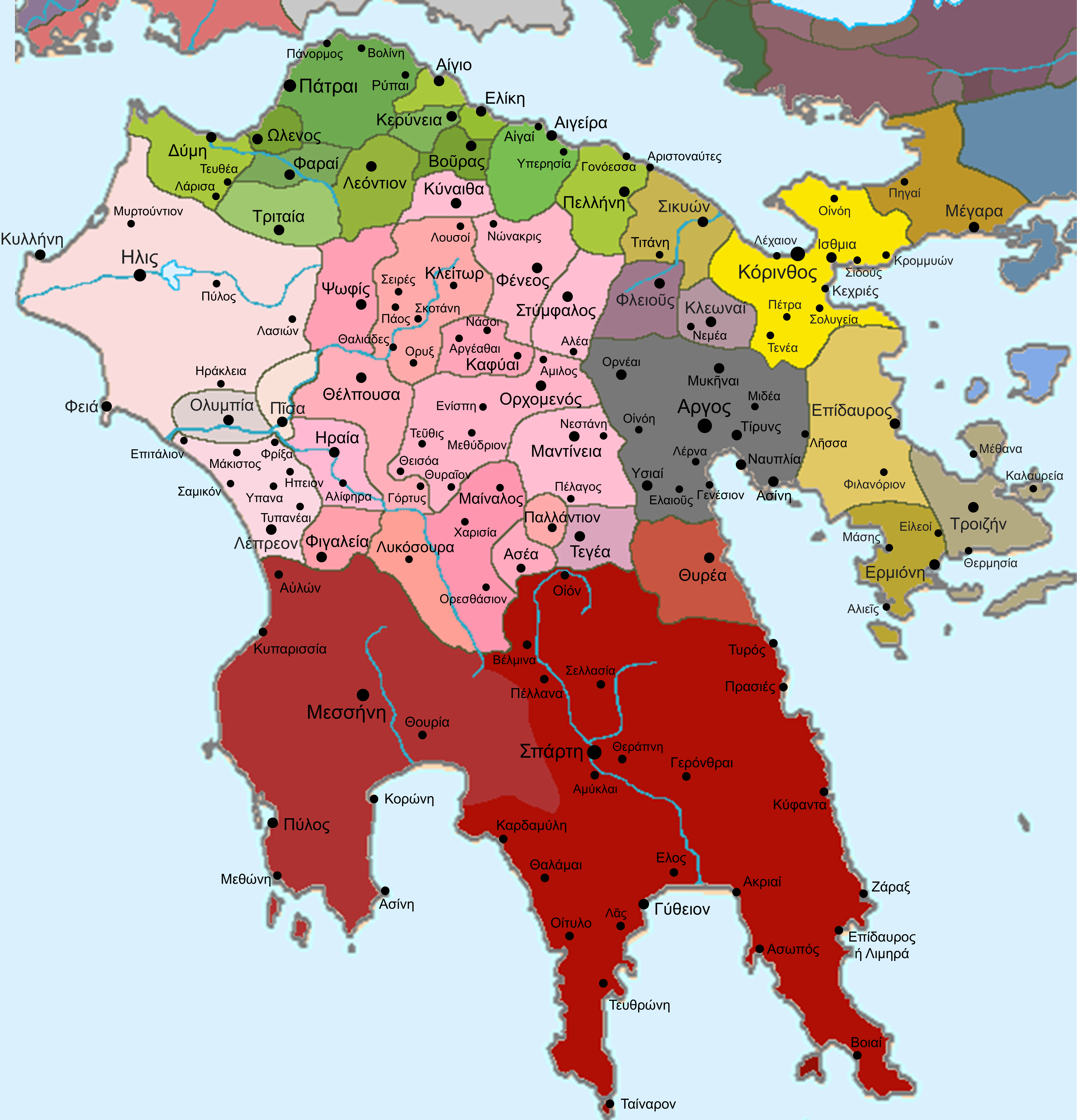
Cités-États et Villes du Péloponnèse v. -490.

Le Péloponnèse a été peuplé depuis des millénaires. Les premiers fermiers du Néolithique ont quitté le nord ouest de l'Anatolie pour s'installer dans la péninsule vers 9000 av. J.-C.. Entre 1650 à 1100 av. J.-C. environ se développe la civilisation mycénienne. Le débat reste ouvert pour savoir dans quelle mesure cette nouvelle civilisation correspond à l'arrivée de nouvelles populations venues du nord vers 2200 av. J.-C. ou si celle-ci a émergé des sociétés néolithiques locales après l'affaiblissement de la civilisation minoenne. Au début du premier millénaire av. J.C., les Doriens envahissent la région.

### Antiquité
Le Péloponnèse voit plusieurs cités antiques se développer durant l'époque mycénienne (1550-1100 av. J.-C.). Les plus célèbres sont Mycènes, Tyrinthe et Argos. Le Péloponnèse était nommé aussi « Argos » (principale puissance de l'époque) par Homère. À l'époque classique, il est divisé entre plusieurs cités dont les principales sont Sparte, Argos et Corinthe. Le centre de la péninsule est constitué par l'Arcadie. Dans le nord-ouest, le sanctuaire d'Olympie est un des plus importants de la Grèce, tandis qu'à l'est on trouve les sanctuaires d'Épidaure et de Némée.
Le Péloponnèse occupe une place relativement mineure pendant la période romaine, où il forme la province d'Achaïe. Corinthe, capitale de la province, est alors la principale ville de Grèce.

### Moyen Âge
Avec l'affaiblissement de l'Empire romain d'Orient dans les Balkans à la fin du VIe siècle,des tribus slaves s'installent à l'intérieur du Péloponnèse et se mêlent à la population grecque, se gouvernant elles-mêmes en Sklavinies, tandis que les côtes et notamment les points d'appui comme Corinthe ou Nauplie restent aux mains des Byzantins. La péninsule revient progressivement à l'autorité byzantine à partir du milieu du VIIIe siècle, ce qui s'accompagne d'une hellénisation et de la christianisation des Slaves, assimilés par la population grecque autochtone, renforcée de réfugiés grecs venus d'autres régions alors perdues par l'Empire.
À partir du XIIe siècle, le Péloponnèse est appelé Morée (en grec Μωρέας / Moréas ou Μωριάς / Moriás), mot d'étymologie incertaine, aucune des explications proposées (entre autres : forme de la péninsule qu'on comparait à une feuille de mûrier, importance de la culture de cet arbre dans la région) ne semblant convaincante,. La Morée est conquise après la Quatrième croisade par les Francs de Guillaume de Champlitte et de Geoffroi Ier de Villehardouin, lequel y fonde une principauté en 1248 : la principauté d'Achaïe ou de Morée. À la mort de son fils, la principauté passe aux Angevins de Naples (1278) puis aux Navarrais (1396), en lutte contre les Byzantins.
Le sud-est de la péninsule repasse sous contrôle byzantin en 1262 et forme la « Morée byzantine », tandis que la principauté d'Achaïe couvre le nord et l'ouest de la péninsule. À partir du XIVe siècle, Byzance accorda une large délégation de pouvoir aux gouverneurs grecs de Morée, portant le titre de despotes, souvent membres de la dynastie régnante. Le Despotat de Morée fut d'abord tenu par les fils de l'empereur Jean VI Cantacuzène qui résidèrent à Mistra jusqu'en 1382. Leur action fut efficace, remettant le pays déserté en valeur par l'apport de populations albanaises et en poursuivant la reconquête contre les Francs. Ils eurent également à repousser les premières attaques turques. Leur action fut reprise par le premier des despotes Paléologue, Théodore Ier.
Les Grecs parvinrent à reconquérir la plus grande partie de la péninsule au début du XVe siècle, mais l'arrivée des Turcs les obligea à accepter leur suzeraineté. Les dernières places byzantines et franques de Morée furent intégrées aux possessions de Venise dans la seconde moitié du XVe siècle.

### Première période ottomane
Le despotat de Morée, État grec détaché de l'Empire byzantin, est conquis par les Ottomans entre 1458 et 1460. Les forteresses vénitiennes de Coron, Modon, Monemvasia et Nauplie sont prises entre 1500 et 1540. Selon les époques, le Péloponnèse a eu le statut de sandjak (en turc : Mōrâ Sancağı, district dépendant du pachalik de Roumélie) ou celui de pachalik ou eyalet (province de premier rang : ایالت موره, Eyālet-i Mōrâ en turc ottoman), avec une interruption de 1687 à 1715 où la presqu'île est occupée par les Vénitiens. Elle a eu pour capitales successives Corinthe, Leontari, Mistra, Patras, Nauplie et enfin Tripoli en Arcadie. En 1533, le sandjak de Morée, avec d'autres régions de la Grèce insulaire et péninsulaire, est rattaché à une nouvelle province, le pachalik de l'Archipel (en turc : Eyālet-i Cezāyir-i Baḥr-i Sefīd) dont le gouverneur est le capitan pacha, chef de la marine ottomane. En 1661, pendant la guerre de Candie (conquête de la Crète par les Ottomans), la Morée devient un pachalik séparé.

### Période vénitienne
En 1687, pendant la guerre de Morée, les Vénitiens, commandés par Francesco Morosini, débarquent et s'emparent du Péloponnèse, puis de l'Attique et de l'Eubée (sandjak d'Eğriboz). Ils établissent dans le Péloponnèse une colonie baptisée « Royaume de Morée ». Au traité de Karlowitz, en 1699, Venise conserve la Morée.
En 1715, pendant la guerre vénéto-ottomane de 1714-1718, les Ottomans reprennent la Morée, ce qui est acté par le traité de Passarowitz.

### Seconde période ottomane
En 1770-1771, la Morée est le principal foyer de l'insurrection grecque contre les Ottomans appelée révolution d'Orloff (en grec moderne : Ορλωφικά) du nom de l'amiral russe Alexeï Orlov dont la flotte fournit un appui aux insurgés. Mais le retrait de la marine russe entraîne l'écrasement de la révolte.

### Guerre d'indépendance
La Morée est l'un des principaux champs de bataille de la guerre d'indépendance grecque de 1821-1829. Un des chefs de guerre indépendantistes est le Messénien Theódoros Kolokotrónis. L'Assemblée nationale d'Épidaure (décembre 1821-janvier 1822) est la première direction politique de l'insurrection. De 1825 à 1827, la province est reconquise par les troupes égyptiennes d'Ibrahim Pacha, les insurgés ne tenant plus que Nauplie et Hydra. La Grèce est libérée grâce à une intervention internationale anglo-franco-russe (bataille navale de Navarin, 1827, et expédition militaire française en Morée, 1828-1833). Après le traité de Constantinople (1832), le Péloponnèse est rattaché à la première République hellénique.

## Populations et démographie

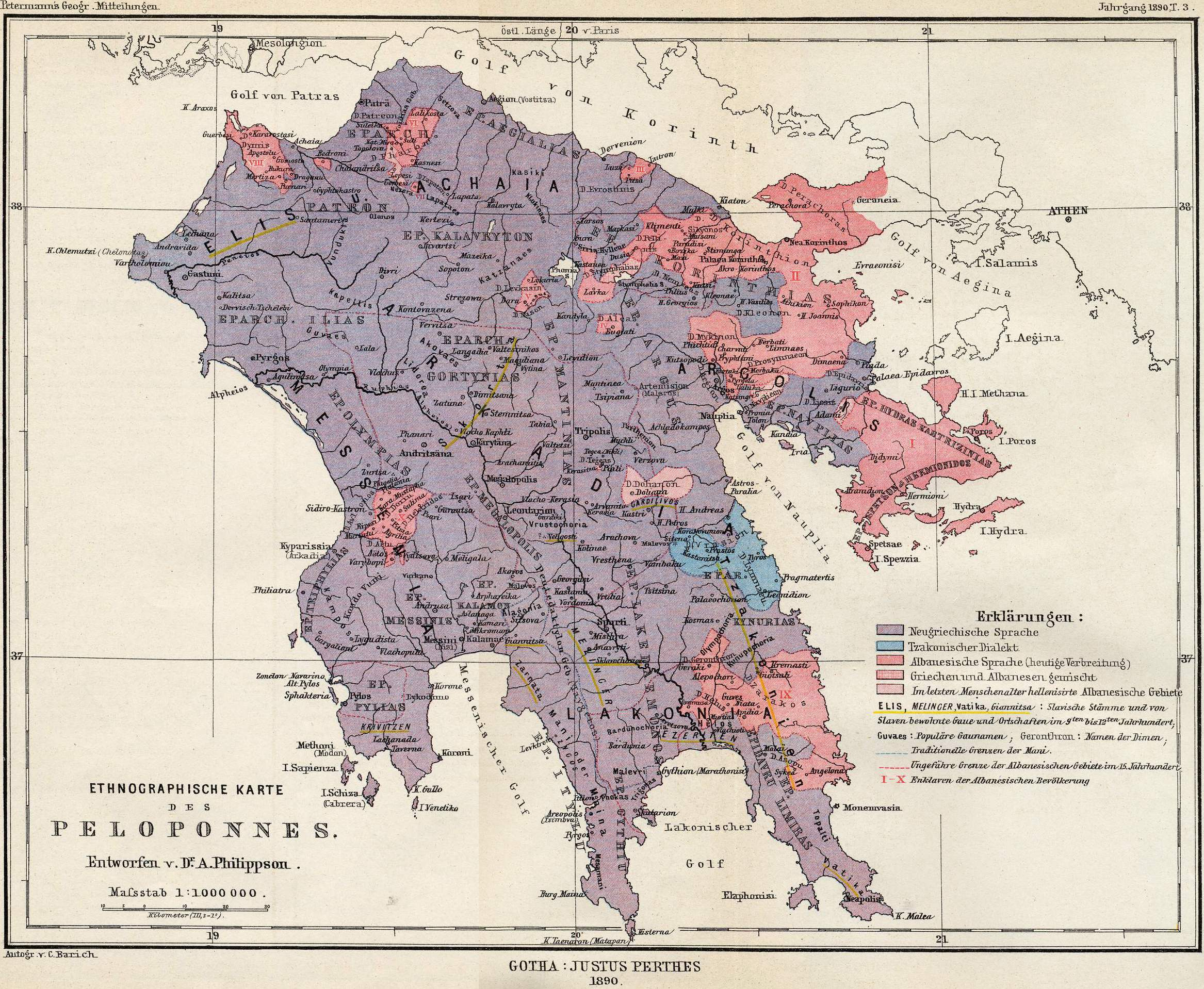
Carte du Péloponnèse de 1890. Les zones en violet sont hellénophones, dont en bleu le dialecte tsakonien, et le rose représente les régions majoritairement ou en partie albanophones à cette époque.

La population du Péloponnèse est principalement grecque orthodoxe, mais de souches diverses puisque la péninsule a accueilli des groupes épars de slaves (Ézérites, Mélinges) au VIIe siècle et de bergers valaques aux XIe siècle et XIIe siècle
,, des juifs romaniotes dans les villes, mais surtout des Arvanites (Albanais chrétiens), venus en grand nombre dans le nord-est du Péloponnèse aux XIVe siècle et XVIe siècle notamment à Argos. L'implantation musulmane fut importante par endroits, surtout dans des villes comme Tripolitsa / Trabolus, mais certaines régions sont dépourvues de toute présence turque, comme la presqu'île du Magne gouvernée par un bey grec.
Enfin, la Tsakonie autour de Léonidion a conservé une population hellénique parlant un dialecte à traits archaïques doriens, jadis présents dans tout l'est de la péninsule, ainsi qu'en Crète et à Rhodes.
Le premier recensement ottoman, vers 1520-1530, attribue à la Morée une population de 50 941 foyers (en turc : hâne) dont 41 412 (97 %) chrétiens, 1 065 (2,1 %) musulmans et 464 (0, 9%) juifs, soit environ 200 000 habitants si un foyer compte 4 personnes. Dans la période 1715-1770, en l’absence de recensement précis et compte tenu des fortes variations dues aux guerres, révoltes et épidémies, la population serait de l’ordre de 270 000 habitants dont 245 000 chrétiens et 25 000 musulmans.
En 2001, les principales villes modernes du Péloponnèse sont :
- Patras : 169 242 habitants
- Kalamata : 54 065 habitants
- Corinthe : 30 434 habitants
- Tripoli : 28 976 habitants
- Argos : 25 068 habitants
- Pyrgos : 24 765 habitants
- Aigion : 21 966 habitants
- Sparte : 16 473 habitants
- Nauplie : 13 124 habitants

## Transports

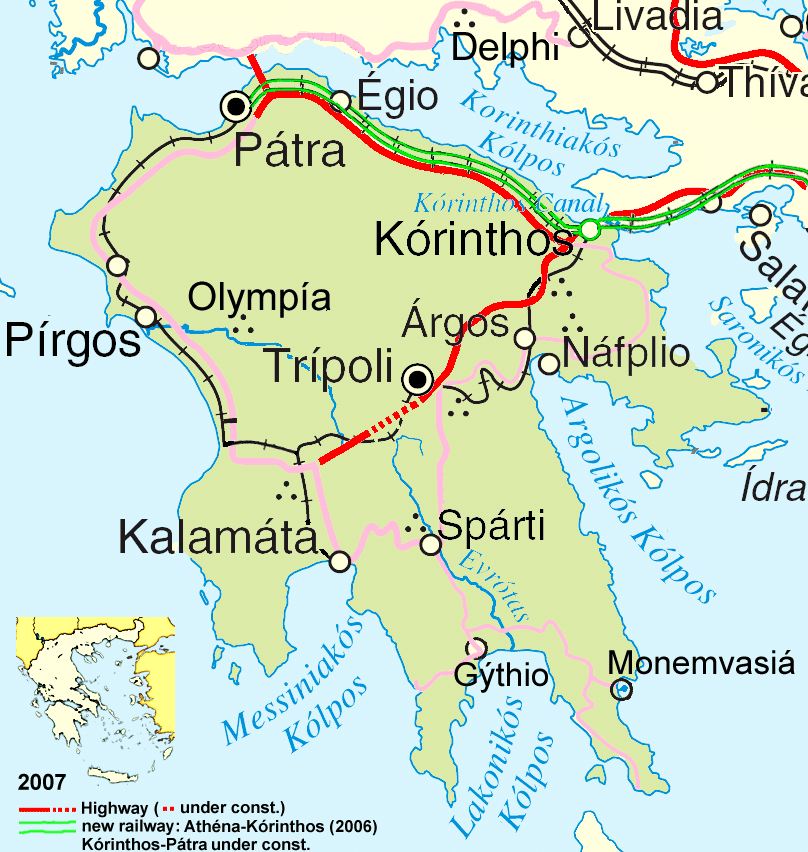
Carte du réseau autoroutier et ferré du Péloponnèse en 2007.

### Route
Deux autoroutes à péage, ainsi que des voies rapides traversent le Péloponnèse. Elles permettent de rallier Athènes en traversant le canal de Corinthe à l'est par plusieurs ponts et le nord de la Grèce par le pont Rion-Antirion qui franchit le golfe de Corinthe.

### Chemin de fer
Le réseau ferré du Péloponnèse géré par l'OSE, la compagnie nationale des chemins de fer grecs est principalement à voie métrique. Celui-ci est long de 730 km, ce qui en fait l'un des plus grands réseaux métriques d'Europe. La principale ligne conduit d'Athènes à Corinthe, puis se divise en deux tronçons : le long de la côte nord (Ligne du Pirée à Patras) et le long de la côte ouest vers Kalamata via Tripoli (Ligne de Corinthe à Kalamata). Les autres lignes secondaires sont centrées autour de la ville de Pyrgos dans l'ouest de péninsule et relient respectivement : Patras, Katakolo et Olympie.
Depuis 2011, ce réseau est désaffecté à deux exceptions près : une ligne de banlieue relie le centre de Patras aux villes-satellites de Kato-Achaïa et de Psathopyrgos, et la ligne de Diakofto à Kalavryta, à crémaillère, a été, après plusieurs années de deshérence, restaurée et remise en service. Par ailleurs, la nouvelle gare de Kiato (en) relie Corinthe au nouvel aéroport d'Athènes.

### Port
Des liaisons maritimes permettent de rejoindre l'Italie à partir du port de Patras. D'autres liaisons partent de Kyllini pour rallier les îles Ioniennes (notamment les îles de Zante et de Céphalonie).

### Aéroport
Les deux principaux aéroports du Péloponnèse se trouvent à Patras (Aéroport d'Araxos) et à Kalamata.